# Аркудий, Пётр
Пётр Аркудий (лат. Petrus Arcudius, греч. Πέτρος Ἀρκούδης; ок. 1563, остров Керкира — 1633, Рим) — католический священник, униатский богослов греческого происхождения.

## Биография
В 1578 г. поступил в греческую коллегию св. Афанасия в Риме (основана в 1576 году). Во время учёбы был рукоположён во священника. В 1591 году папа Григорий XIV по просьбе католического Луцкого епископа Бернарда (Мациевского), одного из организаторов Брестской унии, отправил Аркудия в Луцк, где тот совершал богослужения по византийскому обряду с целью убедить православных, что уния не повредит их вере. Тогда же Аркудий встретился с православными епископами Луцким Кириллом (Терлецким) и Владимиро-Волынским Ипатием (Потеем). Весной 1594 г. Аркудий вернулся в Рим с намерением способствовать распространению унии на греческих островах, однако остался в Риме. В 1593–1596 гг. был священником при храме коллегии св. Афанасия.
В 1595 г. Кирилл (Терлецкий) и Ипатий (Потей) привезли в Рим послание западнорусских епископов папе Клименту VIII, подписанное митрополитом Киевским Михаилом (Рогозой) и другими епископами, в котором содержалось согласие на заключение унии между Киевской митрополией и католической церковью. После издания 21 января 1596 г. постановления папы о присоединении Западнорусской митрополии к Римско-католической Церкви Аркудий вместе с Ипатием (Потеем) и Кириллом (Терлецким) вернулся в Речь Посполитую. Там он преподавал в одной из брестских школ, которая стала первым униатским училищем в Западной Руси, участвовал в деятельности по распространению унии во Владимиро-Волынской епархии, а также в подготовке и проведении Брестской унии. События 1596 г. были подробно описаны Аркудием в донесениях генералу ордена иезуитов К. Аквавиве. С помощью Ипатия (Потея) Аркудий основал в 1601 г. семинарию в Вильне; публиковал сочинения в защиту унии, в частности, был одним из составителей книги «Антиррисис» (греч. Ἀντίρρησις), издана в 1598–1600 гг. на латинском, западнорусском и польском языках.
В 1600–1601 гг. Аркудий был одним из членов посольства, направленного в Москву для переговоров о продлении перемирия между Россией и Речью Посполитой.
В 1613 г. Аркудий вернулся в Рим, где оставался до смерти. Был цензором, участвовал в качестве богослова в заседаниях конгрегации Propaganda fide, основанной в 1622 г. Похоронен в Риме в храме св. Афанасия при греческой коллегии, туда же передана его библиотека.
Одним из наиболее значительных сочинений Аркудия, над которым он трудился более 20 лет, является «Libri VII de concordia Ecclesiae Occidentalis et Orientalis in septem sacramentorum administratione» (лат. Семь книг о согласии Восточной и Западной Церквей в совершении семи таинств). Он написал также ряд греческих и латинских трактатов, в которых обосновывал католический догмат об исхождении Св. Духа, писал трактаты о чистилище, перевел с греческого на латинский язык Минологий Василия II и написал похвалу папе Григорию XIII. Утраченными считаются соч. «Historia de Ruthenorum cum Romana Sede unione» (История об унии русинов с Римским престолом) и «Summa doctrinae christianae» (Сумма христианского вероучения).

## Сочинения
- «Libri VII de concordia Ecclesiae Occidentalis et Orientalis in septem sacramentorum administratione»
- «De purgatorio»